# 櫻井菜々絵
櫻井 菜々絵（さくらい ななえ）は、日本の女性声優。フリーランス、業務提携でユンカース・エージェンシー預かりとなっている。以前はイエローテイルに所属していた。東京都出身。血液型はO型。

## 出演
太字はメインキャラクター。

### テレビアニメ
2015年
- アクエリオンロゴス（女子高生）

2018年
- ニル・アドミラリの天秤（葵真弓、隠由鷹〈幼少期〉）
- グラゼニ（うぐいす嬢）

2019年
- 五等分の花嫁（女子）
- なむあみだ仏っ!-蓮台 UTENA-（子供）
- アフリカのサラリーマン（ウサギのリポーター）
- 厨病激発ボーイ（女子生徒）

2020年
- ネコぱら（海の家の姉）

2021年
- プレイタの傷（社員）

### ゲーム
2015年
- KLAP!! 〜Kind Love And Punish〜
- 限界凸起 モエロクリスタル（テュポーン、ダークエルフ）
- サウザンドメモリーズ（ティーン、マロニー、サレナ）

2016年
- 刺青の国（八王子市）
- ビーナスイレブンびびっど！（内田はづき、田嶋しいな）
- 悠久のティアブレイド -Lost Chronicle
- ニル・アドミラリの天秤 帝都幻惑綺譚

2017年
- 限界凸城 キャッスルパンツァーズ（テュポーン、ダークエルフ）
- 悠久のティアブレイド -Fragments of Memory-

2018年
- まいてつ -pure station-（永山典子）
- ファイブキングダム（キマリ、テト）
- 逆転オセロニア（アゲハ）
- ファイトリーグ（十兵衛の秘蔵っ狐 おあげ）
- グラナド・エスパダ（ジェベド）

2020年
- アクション対魔忍（心願寺紅）

### ドラマCD
- 真の仲間じゃないと勇者のパーティーを追い出されたので、辺境でスローライフすることにしました5 ドラマCD付き特装版(2019年）

- 簡易的パーバートロマンス2（2019年）

### 吹き替え
- 都市と都市（2019年、ヨランダ）
- パグ・アクチュアリー（2019年、キャロライン）
- Clashu-A-Ramama クラクラアニメシーズン3（2018年）
- 皆殺しの掟（2019年、リー〈少年時代〉）
- 凹凸世界（2019年、エイミー[5]）